# 康运
康运，日本庆派佛師、雕刻家，运庆之子，他与父亲一起完成日本京都东大寺、兴福寺、六波罗蜜寺等寺院的雕刻工作。

## 扩展阅读
- 三宅久雄. . 至文堂. 2004年. ISBN 4-7843-3459-9.

## 關連項目
- 肥後別當定慶